# Lars-Göran Petrov
Lars-Göran Petrov, även känd som L-G Petrov, född 17 februari 1972 i Högalids församling i Stockholm, död 7 mars 2021, var en svensk sångare, främst känd för sin roll som sångare i death metal-bandet Entombed.
Petrov var med artistnamnet "Drutten" trummis i Morbid mellan 1987 och 1988 och han medverkar bland annat på demon December Moon.
Petrov var sångare i Entombed mellan 1988 och 2014 (med ett kortare uppehåll 1991–1992). Efter att bandet upplösts 2014 bildade han Entombed A.D.
I augusti 2020 meddelade Petrov att han led av en obotlig form av gallgångscancer. Den 8 mars 2021 meddelade bandet via sin Facebook att Petrov avlidit.